# أنطونيو باريوس
أنطونيو سوان باريوس (21 مايو 1910 - 19 أغسطس 2002)، كان مدرب كرة قدم إسباني، درب عدداً من الأندية منها: بلد الوليد، ريال مدريد، راسينغ سانتاندر ،أتلتيك بيلباو ، أتلتيكو مدريد وريال بيتيس، إسبانيول، إلتشي، ريال سوسيداد ، وإشبيلية، وريكرياتيفو.

## وصلات خارجية
- أنطونيو باريوس على موقع قاعدة بيانات كرة القدم.إي يو (الإنجليزية)
- أنطونيو باريوس على موقع عالم كرة القدم.نت (الإنجليزية)

- BDFutbol